# الدوري الأردني 1988
إحصائيات الدوري الأردني في موسم عام (1988) .

## نظرة عامة
فاز النادي الفيصلي بالبطولة.

## وصلات خارجية
- موقع الاتحاد الأردني لكرة القدم